# Flée (Sarthe)
Flée és un municipi francès situat al departament del Sarthe i a la regió de País del Loira. L'any 2007 tenia 568 habitants.

## Demografia

### Població
El 2007 la població de fet de Flée era de 568 persones. Hi havia 228 famílies de les quals 68 eren unipersonals (44 homes vivint sols i 24 dones vivint soles), 60 parelles sense fills, 80 parelles amb fills i 20 famílies monoparentals amb fills.
La població ha evolucionat segons el següent gràfic:
Habitants censats

### Habitatges
El 2007 hi havia 326 habitatges, 227 eren l'habitatge principal de la família, 56 eren segones residències i 43 estaven desocupats. 315 eren cases i 7 eren apartaments. Dels 227 habitatges principals, 177 estaven ocupats pels seus propietaris, 43 estaven llogats i ocupats pels llogaters i 7 estaven cedits a títol gratuït; 16 tenien dues cambres, 43 en tenien tres, 60 en tenien quatre i 108 en tenien cinc o més. 175 habitatges disposaven pel capbaix d'una plaça de pàrquing. A 100 habitatges hi havia un automòbil i a 110 n'hi havia dos o més.

### Piràmide de població
La piràmide de població per edats i sexe el 2009 era:
| Homes | Edats   | Dones |
| ----- | ------- | ----- |
| 0     | 95 o +  | 0     |
| 4     | 90 a 94 | 0     |
| 0     | 85 a 89 | 12    |
| 16    | 80 a 84 | 4     |
| 12    | 75 a 79 | 24    |
| 20    | 70 a 74 | 20    |
| 20    | 65 a 69 | 20    |
| 4     | 60 a 64 | 20    |
| 24    | 55 a 59 | 12    |
| 28    | 50 a 54 | 8     |
| 8     | 45 a 49 | 24    |
| 16    | 40 a 44 | 20    |
| 24    | 35 a 39 | 16    |
| 8     | 30 a 34 | 20    |
| 12    | 25 a 29 | 12    |
| 4     | 20 a 24 | 8     |
| 16    | 15 a 19 | 8     |
| 24    | 10 a 14 | 8     |
| 20    | 5 a 9   | 12    |
| 20    | 0 a 4   | 12    |

## Economia
El 2007 la població en edat de treballar era de 349 persones, 259 eren actives i 90 eren inactives. De les 259 persones actives 237 estaven ocupades (127 homes i 110 dones) i 22 estaven aturades (10 homes i 12 dones). De les 90 persones inactives 41 estaven jubilades, 24 estaven estudiant i 25 estaven classificades com a «altres inactius».

### Ingressos
El 2009 a Flée hi havia 226 unitats fiscals que integraven 554 persones, la mediana anual d'ingressos fiscals per persona era de 17.095 €.

### Activitats econòmiques
Dels 9 establiments que hi havia el 2007, 3 eren d'empreses de fabricació d'altres productes industrials, 1 d'una empresa de construcció, 1 d'una empresa de transport, 1 d'una empresa d'hostatgeria i restauració, 1 d'una empresa immobiliària, 1 d'una empresa de serveis i 1 d'una empresa classificada com a «altres activitats de serveis».
Dels 2 establiments de servei als particulars que hi havia el 2009, 1 era una fusteria i 1 restaurant.
L'any 2000 a Flée hi havia 23 explotacions agrícoles que ocupaven un total de 1.504 hectàrees.

## Poblacions més properes
El següent diagrama mostra les poblacions més properes.